# Jérôme Haehnel
Jerome Haehnel es un tenista francés nacido el 14 de julio de 1980 en Mulhouse. Ha logrado 1 título de ATP, y su máximo ranking en individuales ha sido el puesto 78 en febrero de 2005.

## Títulos (1;1+0)

### Individuales (1)
| Leyenda                |
| Grand Slam (0)         |
| Tennis Masters Cup (0) |
| ATP Masters Series (0) |
| ATP Tour (1)           |

| N.º | Fecha                 | Torneo | Superficie | Oponente en la final | Resultado   |
| --- | --------------------- | ------ | ---------- | -------------------- | ----------- |
| 1.  | 11 de octubre de 2004 | Metz   | Dura       | Richard Gasquet      | 7-6(11) 6-4 |

### Clasificación en torneos del Grand Slam
| Torneo               | 2007 | 2006 | 2005 | 2004 | Títulos |
| -------------------- | ---- | ---- | ---- | ---- | ------- |
| Abierto de Australia | -    | -    | 1r   | -    | 0       |
| Roland Garros        | 1r   | -    | 1r   | 2r   | 0       |
| Wimbledon            | -    | -    | 1r   | -    | 0       |
| US Open              | -    | -    | -    | -    | 0       |
| Tennis Masters Cup   | -    | -    | -    | -    | 0       |

| Torneo               | 2007 | 2006 | 2005 | 2004 | Títulos |
| -------------------- | ---- | ---- | ---- | ---- | ------- |
| Abierto de Australia | -    | -    | -    | -    | 0       |
| Roland Garros        | 1r   | 3r   | 1r   | 1r   | 0       |
| Wimbledon            | -    | -    | -    | -    | 0       |
| US Open              | -    | -    | -    | -    | 0       |
| Tennis Masters Cup   | -    | -    | -    | -    | 0       |